# サミュエル・フッド (第2代ブリッドポート男爵)

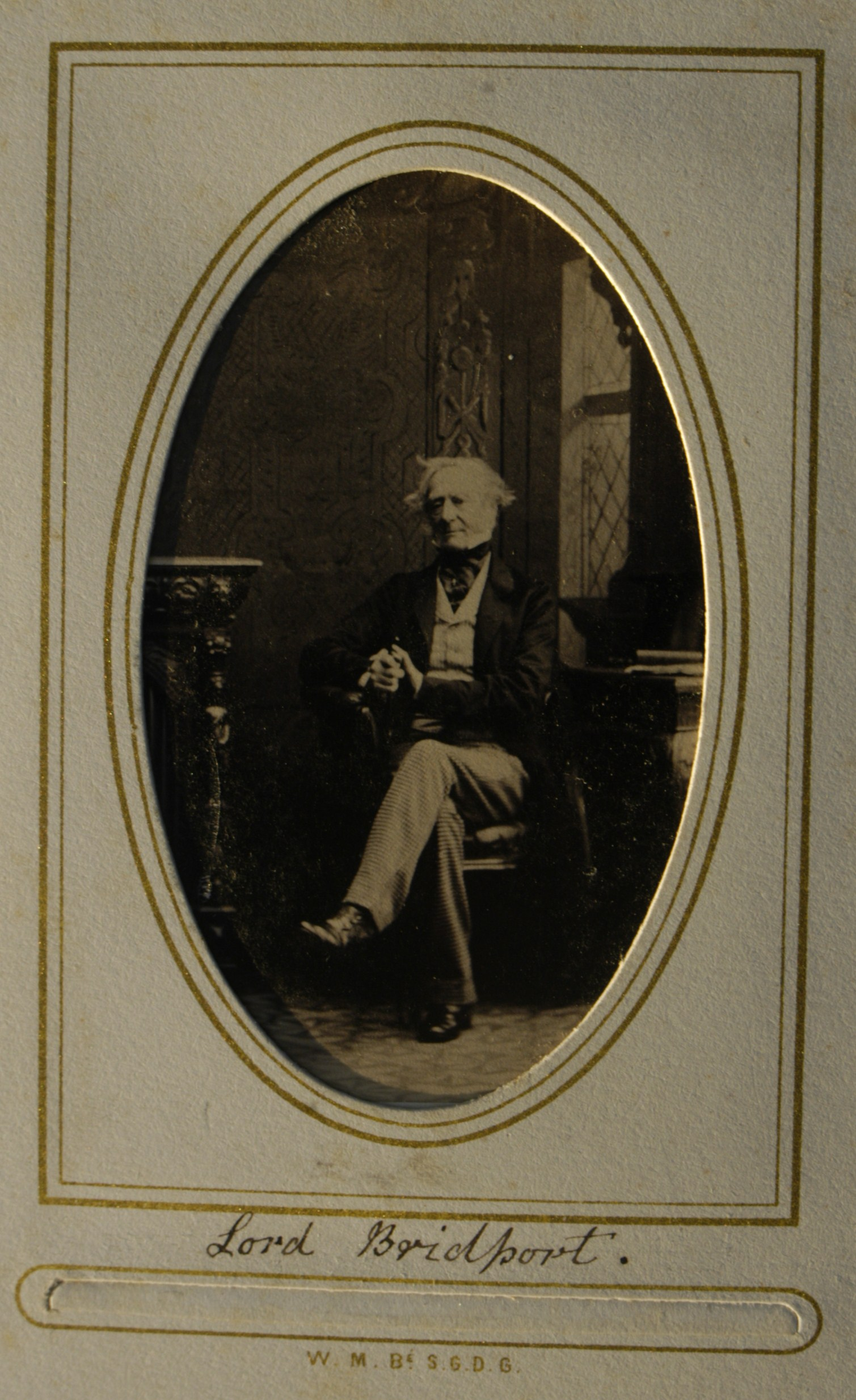
第2代ブリッドポート男爵の写真。カミーユ・シルヴィ撮影、1862年。

第2代ブリッドポート男爵サミュエル・フッド（英語: Samuel Hood, 2nd Baron Bridport、1788年12月7日 – 1868年1月6日）は、イギリスの政治家、アイルランド貴族。トーリー党所属。

## 生涯
第2代フッド子爵ヘンリー・フッドとジェーン・ウェーラー（Jane Wheler、フランシス・ウェーラーの娘）の次男として、1788年12月7日に生まれた。1805年10月10日にケンブリッジ大学トリニティ・カレッジに入学、1809年にM.A.の学位を修得した。また、1806年12月20日にリンカーン法曹院に入学している。
1812年イギリス総選挙でヘイツベリー選挙区から出馬して当選した。トーリー党所属であり、1813年にはカトリック解放について反対票を投じた。
1814年5月3日に祖父の弟にあたる初代ブリッドポート子爵アレクサンダー・フッドが死去すると、爵位の特別残余権（special remainder）に基づきアイルランド貴族であるブリッドポート男爵位を継承した。爵位継承を境に議会への興味を完全に失ったようであり、以降は投票と演説の記録がなく、1818年イギリス総選挙にも出馬せず議員を退任した。
1868年1月6日にクリケット・セント・トマスで死去、同地で埋葬された。息子アレクサンダー・ネルソンが爵位を継承した。

## 家族
1810年7月3日、シャーロット・メアリー・ネルソン（1787年 – 1873年、後の第3代ブロンテ女公爵。第2代ブロンテ公爵および初代ネルソン伯爵ウィリアム・ネルソンの娘）と結婚、2男5女をもうけた。
- アレクサンダー・ネルソン（英語版）（1814年12月23日 – 1904年6月4日） - 第4代ブロンテ公爵、第3代ブリッドポート男爵、初代ブリッドポート子爵
- ホレイショ・ネルソン（Horatio Nelson、1826年4月24日 – 1832年）
- メアリー・ソフィア（1888年1月29日没） - 1841年8月17日、ジョン・リー＝リー（John Lee-Lee、1874年8月16日没）と結婚、子供あり
- シャーロット（1906年8月21日没） - 1845年9月4日、ホレス・W・N・ロッチフォード（Horace W. N. Rochford、1891年5月16日没）と結婚、子供あり
- ジェーン・サラ（1907年4月28日没） - 1838年1月4日、ヒュー・ホルベック（Hugh Holbech、1849年6月8日没）と結婚。1853年12月10日、チャールズ・ホサム（英語版）（1855年12月31日没）と再婚。1860年8月30日、ウィリアム・アーミテージ（William Armytage、1872年1月11日没）と再婚
- キャサリン・ルイーザ（1893年10月6日没） - 1837年4月18日、ヘンリー・ホール（Henry Hall、1862年11月17日没）と結婚、子供あり
- ファニー・キャロライン（Fanny Caroline、1903年10月1日没） - 1845年5月20日、ジョン・ウォルロンド・ディキンソン（英語版）（1889年4月23日没）と結婚、子供あり